# Metropolitan Borough of Bolton
Bolton ist ein Metropolitan Borough im Metropolitan County Greater Manchester in England. Verwaltungssitz ist die gleichnamige Stadt Bolton, in der rund die Hälfte der Bevölkerung lebt. Weitere bedeutende Orte im Borough sind Blackrod, Farnworth, Horwich, Kearsley, Little Lever, South Turton und Westhoughton.
Die Reorganisation der Grenzen und der Kompetenzen der lokalen Behörden führte 1974 zur Bildung des Metropolitan Borough. Fusioniert wurden dabei der County Borough Bolton, der Municipal Borough Farnworth, die Urban Districts Blackrod, Horwich, Kearsley, Little Lever und Westhoughton sowie der südliche Teil des Urban District Turton. Diese Gebietskörperschaften gehörten zuvor zur Grafschaft Lancashire.
1986 wurde Bolton faktisch eine Unitary Authority, als die Zentralregierung die übergeordnete Verwaltung von Greater Manchester auflöste. Bolton blieb für zeremonielle Zwecke Teil von Greater Manchester, wie auch für einzelne übergeordnete Aufgaben wie Polizei, Feuerwehr und öffentlicher Verkehr.

## Städtepartnerschaften
Bolton unterhält Städtepartnerschaften mit Paderborn (Nordrhein-Westfalen) und Le Mans (Frankreich).